# Кубок Китаю з футболу
Кубок Китаю з футболу (Кубок Футбольної асоціації Китаю, кит.: 中国足协杯) — футбольний клубний турнір в Китаї, який проводиться під егідою Футбольної асоціації Китаю. Переможець змагання представляє країну у Лізі чемпіонів АФК.

## Історія
Турнір виник у далекому 1956 році. Спочатку він мав назву Китайський національний футбольний чемпіонат. Формат проведення включав груповий етап, після якого три команди, які стали переможцями груп визначали переможця турніру. Ним став Шанхай Шеньхуа. Після цього змагання проходили ще одного разу, у 1960 році. Цього разу турнір не мав групової стадії і проводився у форматі плей-оф. Переможцем став Тяньцзинь Теда. Далі змагання зникли і відновились аж після Культурної революції у 1984 році. Турнір отримав назву Кубок Футбольної асоціації Китаю та мав груповий етап і стадію плей-оф. Не проводились змагання у 1987-89 роках, а у 1990-92 роках відновились як кваліфікація до Кубка володарів кубків Азії.
У 1995 році після створення китайської професійної футбольної ліги змагання вкотре відновились вже у нинішньому форматі. Тепер турнір проводився за системою плей-оф лише серед професійних клубів. У 2007-2010 роках проведення змагань призупинили, а у 2012 до участі у Кубку Футбольної асоціації Китаю відповідно до гасла «футбол для всіх» допустили також і аматорські команди.
У минулі роки титульними спонсорами проведення Кубка виступали різні компанії: Philips (1995—2000); Mexin Door (2001); Fujifilm (2002); Blue Ribbon Beer (2003—2004); Toshiba (2011—2013); Yanjing Beer (2014—2021). З назви титульного спонсора розпочиналась і назва чергового Кубку.

## Формат
У кубку змагаються команди з Китайської Суперліги, Китайської Цзя-А Ліги, Китайської Ліги Два та Китайської аматорської футбольної ліги. Розіграш кубка проводиться у два етапи. У кваліфікайному раунді 16 аматорських футбольних команд у груповому турнірі визначають 8 кращих, які потрапляють до основної сітки змагань. Там кубок проводиться за системою плей-оф. У перших чотирьох раундах переможець пари визначається за підсумками одного матчу, який проводиться на полі команди, що визначається жеребкуванням. У чвертьфіналах та півфіналах суперники проводять по два матчі: вдома та на виїзді. Фінал складається з одного матчу на нейтральному полі.

## Фінали
| Сезон | Переможець            | Рахунок            | Фіналіст                |
| ----- | --------------------- | ------------------ | ----------------------- |
| 1956  | Шанхай                |                    | Тяньцзинь               |
| 1960  | Тяньцзинь             | 1–0                | Гуандун                 |
| 1984  | Ляонін                | 5–0                | Гуандун                 |
| 1985  | Бейцзін               | 4–1                | Гуандун                 |
| 1986  | Ляонін                | 1–0                | Бейцзін                 |
| 1990  | Баї                   | 1–1 дч пен. 3–0    | Далянь                  |
| 1991  | Шанхай                | 1–0                | Гуанчжоу Баіюнь         |
| 1992  | Шанхай                | 1–1 дч пен. 4–2    | Гуандун                 |
| 1995  | Цзінань Тайшань       | 2–0                | Шанхай Шеньхуа          |
| 1996  | Бейцзін Гоань         | 4–1                | Шаньдун Цзінань Тайшань |
| 1997  | Бейцзін Гоань         | 2–1                | Шанхай Шеньхуа          |
| 1998  | Шанхай Шеньхуа        | 4–2 (2–1; 2–1)     | Ляонін                  |
| 1999  | Шаньдун Лунен         | 4–3 (1–1; 3–2)     | Далянь Ваньда Шиде      |
| 2000  | Чунцін Ліфань         | 4–2 (0–1; 4–1)     | Бейцзін Гоань           |
| 2001  | Далянь Шиде           | 4–1 (1–0; 3–1)     | Бейцзін Гоань           |
| 2002  | Ціндао Етсон Хайню    | 3–3 (1–3; 2–0) (ч) | Ляонін                  |
| 2003  | Бейцзін Хьонде        | 3–0                | Далянь Шиде             |
| 2004  | Шаньдун Лунен         | 2–1                | Сичуань Гуаньчен        |
| 2005  | Далянь Шиде           | 1–0                | Шаньдун Лунен           |
| 2006  | Шаньдун Лунен         | 2–0                | Далянь Шиде             |
| 2011  | Тяньцзинь Теда        | 2–1                | Шаньдун Лунен           |
| 2012  | Гуанчжоу Евергранд    | 5–3 (1–1; 4–2)     | Гуйчжоу Женьхе          |
| 2013  | Гуйчжоу Женьхе        | 3–2 (2–0; 1–2)     | Гуанчжоу Евергранд      |
| 2014  | Шаньдун Лунен         | 5–4 (4–2; 1–2)     | Цзянсу Сунін            |
| 2015  | Цзянсу Сунін          | 1–0 (0–0; 1–0 дч)  | Шанхай Шеньхуа          |
| 2016  | Гуанчжоу Евергранд    | 3–3 (1–1; 2–2)(ч)  | Цзянсу Сунін            |
| 2017  | Шанхай Шеньхуа        | 3–3 (1–0; 2–3)(ч)  | Шанхай СІПГ             |
| 2018  | Бейцзін Сінобо Гоань  | 3–3 (1–1; 2–2)(ч)  | Шаньдун Лунен           |
| 2019  | Шанхай Шеньхуа        | 3–1 (0–1; 3–0)     | Шаньдун Лунен           |
| 2020  | Шаньдун Лунен Тайшань | 2–0                | Цзянсу Сунін            |
| 2021  | Шаньдун Тайшань       | 1–0                | Шанхай Порт             |
| 2022  | Шаньдун Тайшань       | 2–1                | Чжецзян                 |
| 2023  | Шанхай Шеньхуа        | 1–0                | Шаньдун Тайшань         |
| 2024  | Шанхай Порт           | 3–1                | Шаньдун Тайшань         |

## Титули за клубами
|    | Команда              | Перемоги                                           | Фінали                                       |
| -- | -------------------- | -------------------------------------------------- | -------------------------------------------- |
| 1  | Шаньдун Тайшань      | 8 (1995, 1999, 2004, 2006, 2014, 2020, 2021, 2022) | 7 (1996, 2005, 2011, 2018, 2019, 2023, 2024) |
| 2  | Шанхай Шеньхуа       | 6 (1956, 1991, 1998, 2017, 2019, 2023)             | 3 (1995, 1997, 2015)                         |
| 3  | Бейцзін Сінобо Гоань | 5 (1985, 1996, 1997, 2003, 2018)                   | 3 (1986, 2000, 2001)                         |
| 4  | Далянь Шиде          | 3 (1992, 2001, 2005)                               | 4 (1990, 1999, 2003, 2006)                   |
| 5  | Ляонін               | 2 (1984, 1986)                                     | 2 (1998, 2002)                               |
| 5  | Гуанчжоу Евергранд   | 2 (2012, 2016)                                     | 2 (1991, 2013)                               |
| 7  | Тяньцзинь Теда       | 2 (1960, 2011)                                     | 1 (1956)                                     |
| 8  | Цзянсу Сунін         | 1 (2015)                                           | 3 (2014, 2016, 2020)                         |
| 9  | Гуйчжоу Женьхе       | 1 (2013)                                           | 1 (2012)                                     |
| 9  | Шанхай Порт          | 1 (2024)                                           | 1 (2021)                                     |
| 11 | Баї                  | 1 (1990)                                           | 0                                            |
| 11 | Чунцін Ліфань        | 1 (2000)                                           | 0                                            |
| 11 | Ціндао Чжуннен       | 1 (2002)                                           | 0                                            |
| 14 | Гуандун Хуньюань     | 0                                                  | 4 (1960, 1984, 1985, 1992)                   |
| 15 | Сичуань Гуаньчен     | 0                                                  | 1 (2004)                                     |
| 15 | Шанхай СІПГ          | 0                                                  | 1 (2017)                                     |
| 15 | Чжецзян              | 0                                                  | 1 (2022)                                     |